# Johann Conrad Bromeis (Architekt)

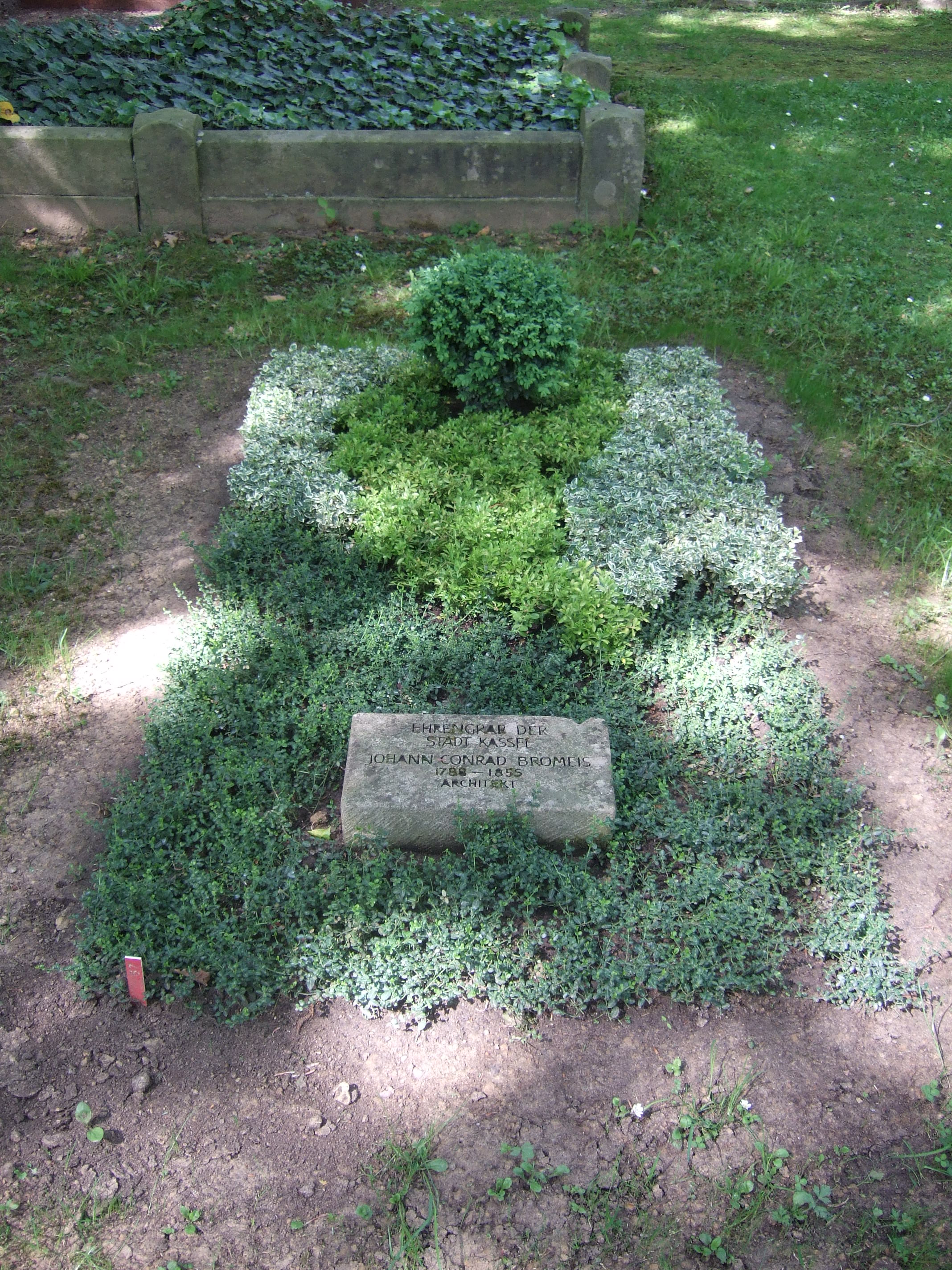
Grab von Johann Bromeis auf dem Hauptfriedhof in Kassel

Johann Conrad Bromeis (* 21. September 1788 in Kassel; † 19. Juni 1855 ebenda) war ein deutscher Architekt des Klassizismus und Oberbaudirektor des Kurfürsten Wilhelm II. von Hessen-Kassel.

## Leben
Bromeis stammte aus kleinbürgerlichen Verhältnissen, fiel aber frühzeitig durch seine zeichnerische Begabung auf, so dass er nach Besuch einer höheren Schule an der Kasseler Akademie der bildenden Künste durch Heinrich Christoph Jussow ausgebildet wurde.
Nach Abschluss der Studien wurde er 1810 zum Bauinspektor der Gebäude in Wilhelmshöhe bei Kassel ernannt. In dieser Zeit, die in die Zeit der französischen Besetzung Hessen-Kassels als Teil des Königreichs Westphalen fiel, lernte er durch den französischen Architekten Auguste Grandjean de Montigny, den „premier architecte“ des westphälischen Königs Jérôme Bonaparte, den Empirestil kennen.
Nach der Restauration von Kurhessen war Bromeis von 1814 bis 1821 als Lehrer für Baukunst an der Kasseler Akademie der Künste tätig, und 1821 wurde er Hofbaumeister des Kurfürsten Wilhelm II. In den Jahren 1816 bis 1826 baute er für diesen das Weiße Palais in Kassel um und erweiterte es durch das Palais Reichenbach an der Oberen Königsstraße und das Rote Palais am Friedrichsplatz. Die farbenprächtige Innenausstattung dieses Residenzkomplexes zählte zu den bedeutendsten Werken des Empirestils in Deutschland. 
1825 wurde Bromeis Direktor der Architekturabteilung der Kasseler Akademie der Künste. 
1830 erreichte seine berufliche Laufbahn mit der Position des Oberbaudirektors und Chef des gesamten Bauwesens in Hessen-Kassel ihren Höhepunkt. Allerdings wurden Hof- und Staatsbauwesen im Kurfürstentum im Jahre 1831 voneinander getrennt und Bromeis war dann nur noch für das Staatsbauwesen verantwortlich. 1835 gehörte er zu den Mitbegründern des Kunstvereins für Kurhessen.

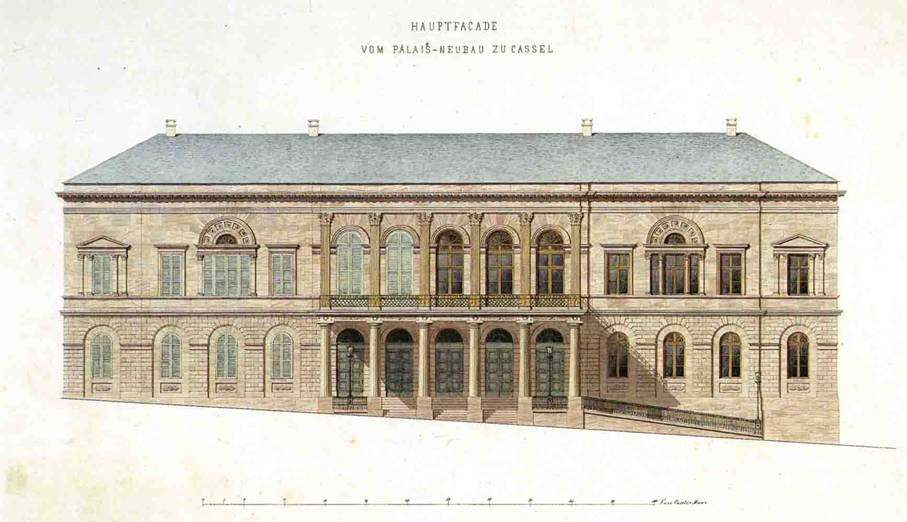
Bauzeichnung des Roten Palais in Kassel
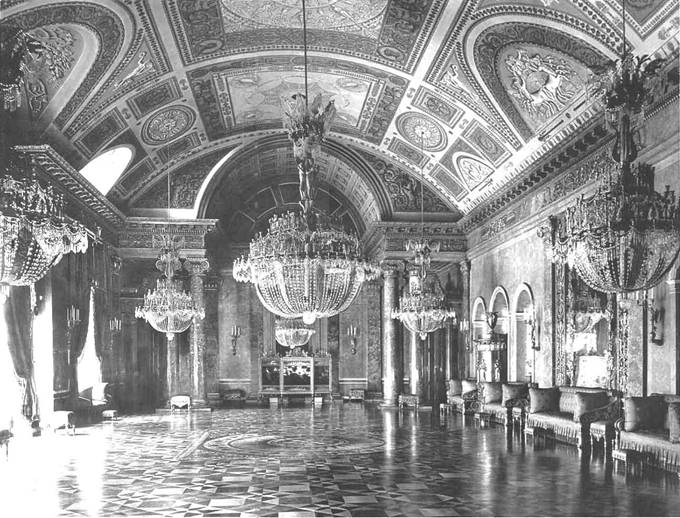
Tanzsaal im Roten Palais
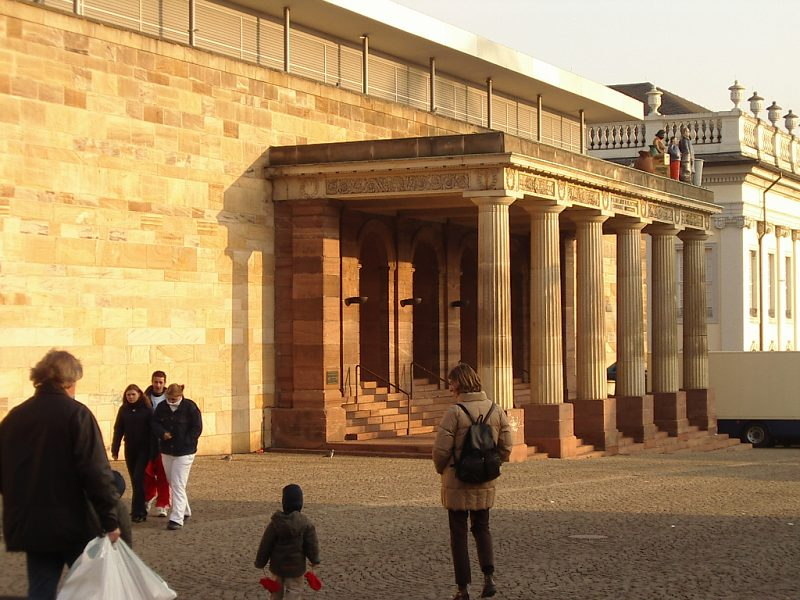
Erhaltener Portikus des Roten Palais
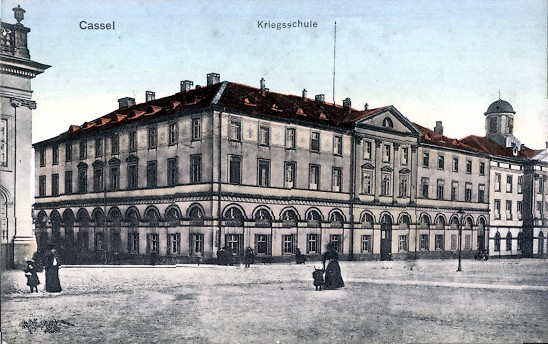
Die Kriegsschule, das ehemalige Hofverwaltungsgebäude, in Kassel um 1903
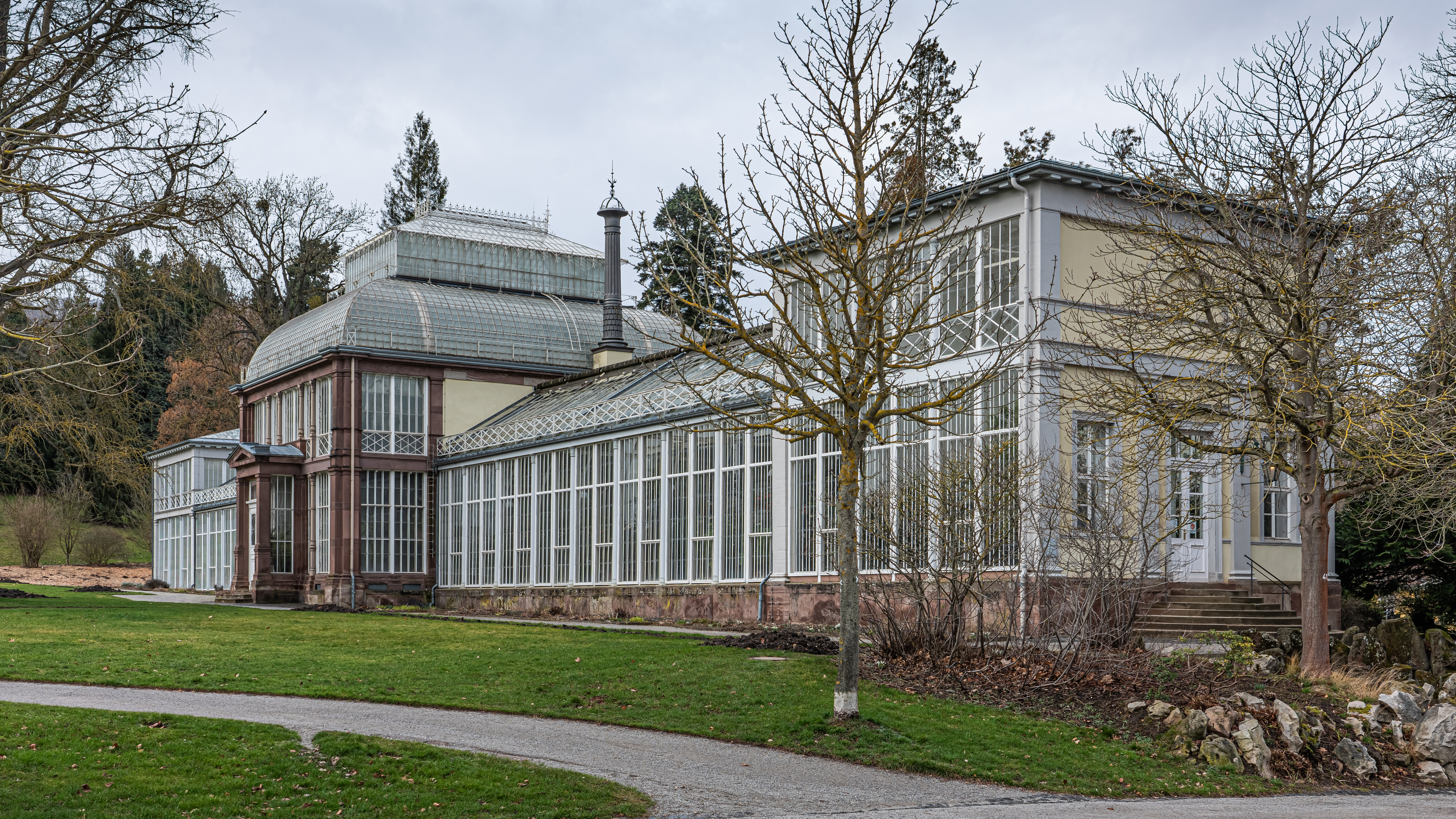
Großes Gewächshaus Wilhelmshöhe
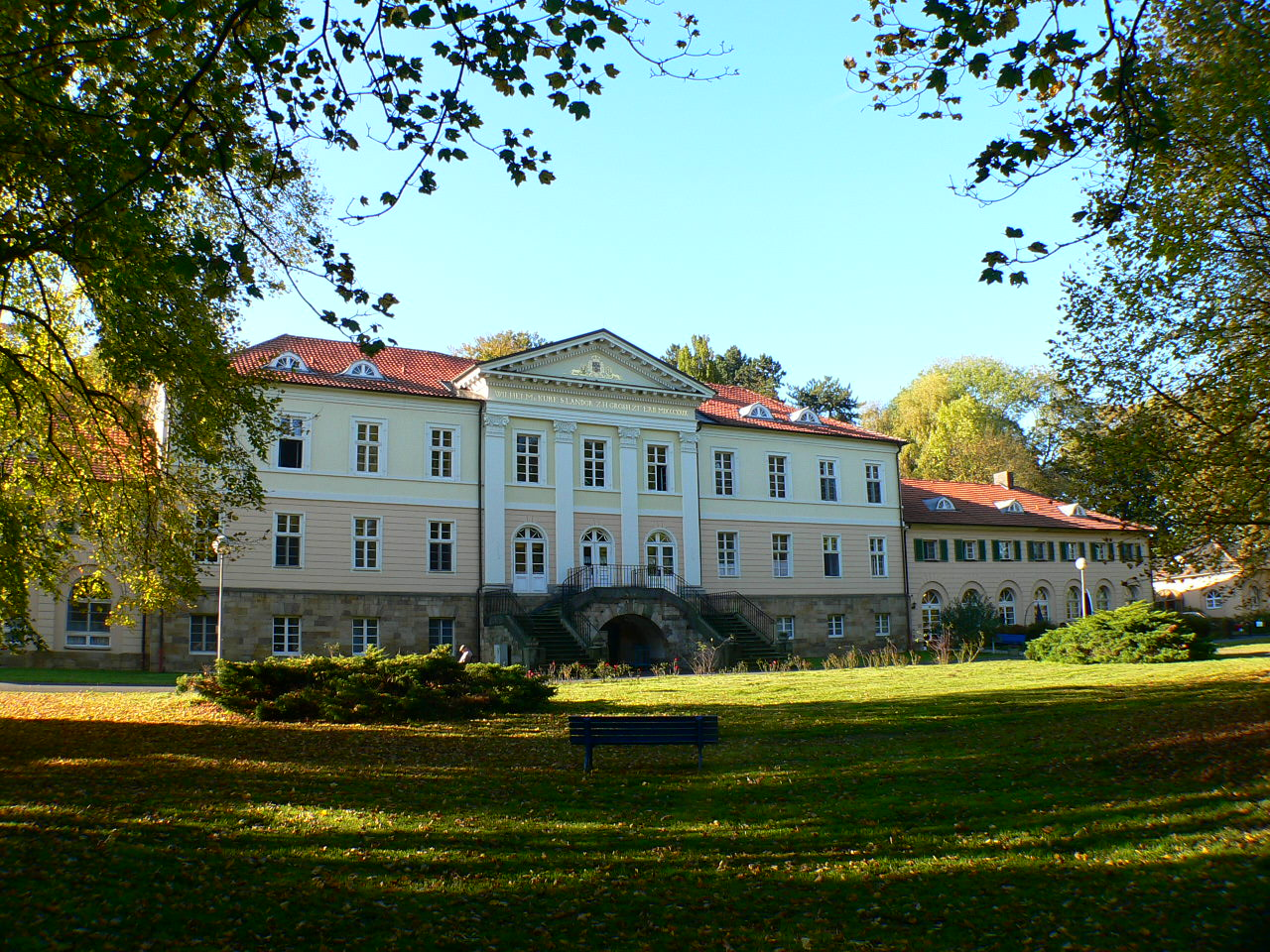
Schloss Beberbeck

Nach dem Tode des Kurfürsten Wilhelm II. wurde 1849 wurde die Oberbaudirektion aufgelöst und stattdessen eine Oberbaukommission gebildet, deren Vorsitz Bromeis innehatte. 1853 wurde er in den Ruhestand versetzt.

## Werke (Auswahl)
- 1816–1821 Umbau und Erweiterung Weißes Palais, Kassel (1943 ausgebrannt, Ruinen 1948 gesprengt)
- 1817–1818 Innenausstattungen im Fuldaer Stadtschloss
- 1821–1826 Rotes Palais, Kassel (1941 ausgebrannt, Außenmauern 1954 abgebrochen, Portikus rekonstruiert)
- 1822 Umbau Palais Gohr zum Palais Reichenbach, Kassel (1941 abgebrannt, Treppenhaus und Seitenflügel 2006 abgebrochen)
- 1822 Treppenhaus und Innenausstattungen in Schlösschen Schönburg bei Hofgeismar
- 1822 Umbau Schloss Wilhelmshöhe (Aufstockung der Verbindungsflügel, Innenausstattungen nur im Weißensteinflügel und im angrenzenden Verbindungsflügel erhalten)
- 1822–1823 Großes Gewächshaus im Bergpark Wilhelmshöhe (frühe Stahl-Glas-Konstruktion)
- 1824–1826 Wachgebäude Wilhelmshöhe
- 1825 Innenausstattungen Schloss Fasanerie (Eichenzell) bei Fulda
- 1827–1831 Schloss Beberbeck (Fürstenhaus, Offiziantenhaus, Nebengebäude)
- 1828 Umbau Ballhaus, Wilhelmshöhe